# جوزيف آرثر كوستيلو
جوزيف آرثر كوستيلو (بالإنجليزية: Joseph Arthur Costello)‏ هو قسيس أمريكي، ولد في 9 مايو 1915 في نيوآرك في الولايات المتحدة، وتوفي في 22 سبتمبر 1978.